# Kanton Juillac
Kanton Juillac (francouzsky Canton de Juillac) je francouzský kanton v departementu Corrèze v regionu Limousin. Tvoří ho 10 obcí.

## Obce kantonu
- Chabrignac
- Concèze
- Juillac
- Lascaux
- Rosiers-de-Juillac
- Saint-Bonnet-la-Rivière
- Saint-Cyr-la-Roche
- Saint-Solve
- Vignols
- Voutezac